# Typhoons (album)
Pour les articles homonymes, voir Typhoon.
Albums de Royal Blood
How Did We Get So Dark?
(2017) Back to the Water Below
(2023)
Singles
1. Trouble's Coming
Sortie : septembre 2020
2. Typhoons
Sortie : janvier 2021
3. Limbo
Sortie : mars 2021

Typhoons est le troisième album studio du groupe britannique Royal Blood, sorti le 30 avril 2021.

## Historique
Par rapport aux deux précédents albums, orientés vers un rock plus brut, celui-ci se démarque par des sonorités électroniques mêlées au rock et un style plus dansant,.
Il se classe en tête des ventes d'albums au Royaume-Uni et en Irlande dès sa sortie.

## Liste des titres
Toutes les paroles sont écrites par Mike Kerr sauf mention, toute la musique est composée par Royal Blood (Mike Kerr et Ben Thatcher) sauf mention.
| 1.    | Trouble's Coming   |                         |                          | 3:48 |
| 2.    | Oblivion           |                         |                          | 2:41 |
| 3.    | Typhoons           |                         |                          | 3:56 |
| 4.    | Who Needs Friends  | - Mike Kerr - Joe Keogh |                          | 3:10 |
| 5.    | Million and One    |                         |                          | 4:18 |
| 6.    | Limbo              |                         |                          | 4:53 |
| 7.    | Either You Want It |                         |                          | 3:00 |
| 8.    | Boilermaker        |                         | - Royal Blood - Tom Hill | 3:29 |
| 9.    | Mad Visions        |                         |                          | 3:09 |
| 10.   | Hold On            |                         |                          | 3:14 |
| 11.   | All We Have Is Now |                         | Mike Kerr                | 2:33 |
| 38:11 |                    |                         |                          |      |

| Titres bonus de l'édition numérique | Titres bonus de l'édition numérique | Titres bonus de l'édition numérique | Titres bonus de l'édition numérique | Titres bonus de l'édition numérique | Titres bonus de l'édition numérique | Titres bonus de l'édition numérique | Titres bonus de l'édition numérique | Titres bonus de l'édition numérique | Titres bonus de l'édition numérique |
| No                                  | Titre                               | Durée                               |                                     |                                     |                                     |                                     |                                     |                                     |                                     |
| ----------------------------------- | ----------------------------------- | ----------------------------------- | ----------------------------------- | ----------------------------------- | ----------------------------------- | ----------------------------------- | ----------------------------------- | ----------------------------------- | ----------------------------------- |
| 12.                                 | Space                               | 4:04                                |                                     |                                     |                                     |                                     |                                     |                                     |                                     |
| 13.                                 | King                                | 3:24                                |                                     |                                     |                                     |                                     |                                     |                                     |                                     |
| 45:39                               |                                     |                                     |                                     |                                     |                                     |                                     |                                     |                                     |                                     |

## Musiciens
- Mike Kerr : basse, claviers, chant, chœurs
- Ben Thatcher : batterie, percussions

## Classements hebdomadaires
| Classement (2021)                  | Meilleure place |
| ---------------------------------- | --------------- |
| Allemagne (Media Control AG)       | 20              |
| Australie (ARIA)                   | 5               |
| Autriche (Ö3 Austria Top 40)       | 17              |
| Belgique (Flandre Ultratop)        | 4               |
| Belgique (Wallonie Ultratop)       | 3               |
| Canada (Canadian Albums Chart)     | 35              |
| Écosse (OCC)                       | 1               |
| Espagne (Promusicae)               | 56              |
| États-Unis (Billboard 200)         | 48              |
| Finlande (Suomen virallinen lista) | 29              |
| France (SNEP)                      | 30              |
| Irlande (IRMA)                     | 1               |
| Italie (FIMI)                      | 44              |
| Nouvelle-Zélande (RIANZ)           | 6               |
| Pays-Bas (Mega Album Top 100)      | 5               |
| Portugal (AFP)                     | 13              |
| Royaume-Uni (UK Albums Chart)      | 1               |
| Suisse (Schweizer Hitparade)       | 9               |

## Certifications
| Pays              | Certification | Unités certifiées |
| ----------------- | ------------- | ----------------- |
| Royaume-Uni (BPI) | Argent        | 60 000            |